# KBS 뉴스 9 원주
《KBS 뉴스 9 원주》는 평일 밤 9시 30분에 KBS원주 1TV로 방송되었던 한국방송공사의 뉴스 프로그램이다.

## 앵커
- 안주연 아나운서

## 경쟁 지역뉴스 프로그램
- MBC 뉴스데스크 원주 (원주MBC)
- G1 8 뉴스 (G1방송)